# Lac Los Césares
Le lac Los Césares est un petit lac andin d'origine glaciaire situé à l'ouest de la province de Río Negro, en Argentine. 

## Situation

Carte du parc national Nahuel Huapi.

Le lac Los Césares s'allonge du sud-ouest vers le nord-est sur quelque 2,5 kilomètres. Son extrémité nord-est n'est distante que de 5 km du bras nord-ouest (bras Tronador) du lac Mascardi. Il est entièrement situé au sein du parc national Nahuel Huapi.
Entouré de toutes parts de la dense forêt pluviale andino-patagonique, il est dominé au nord-ouest par les sommets enneigés du Cerro Cretón.

## Émissaire
L'arroyo Los Césares, qui se jette dans le cours supérieur du río Manso, peu avant que ce dernier ne débouche dans le lac Mascardi. Long de quelque 7 km, l'arroyo Los Césares affiche une dénivellation de plus de 300 mètres. Il forme sur son parcours les chutes de Los Césares de près de 80 mètres.

## Pêche

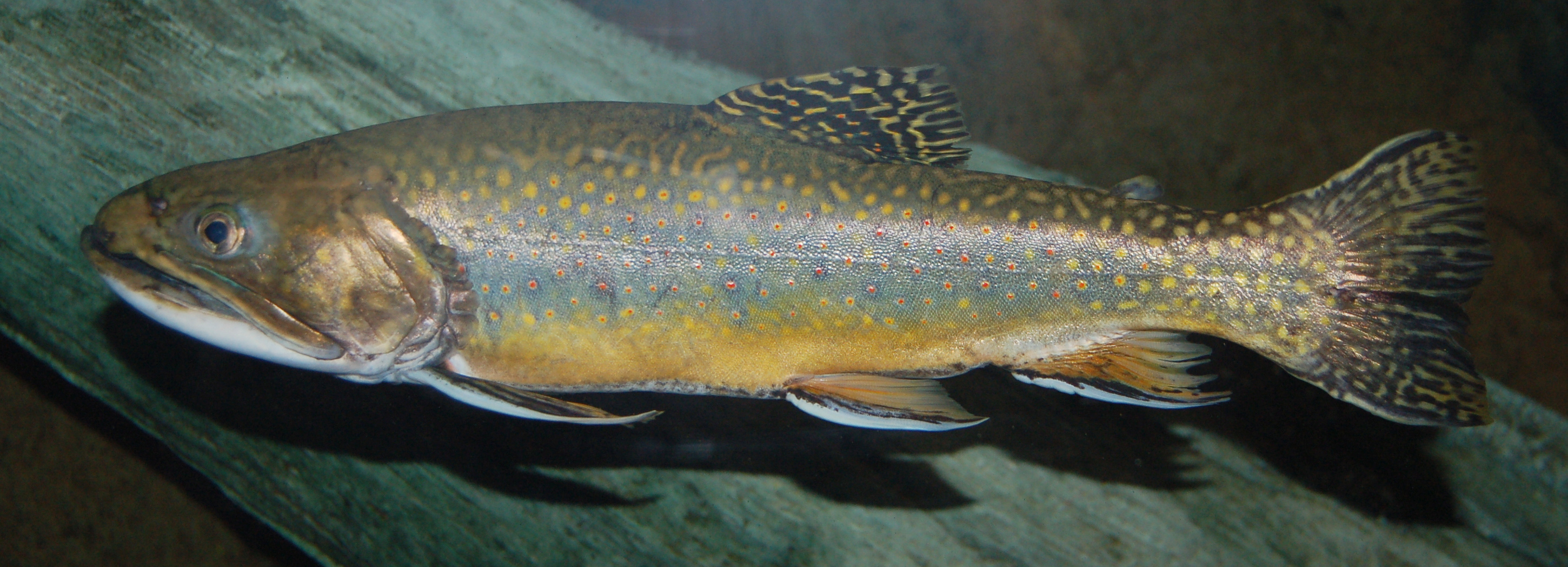
Salvelinus fontinalis

Ce petit lac est très poissonneux. Il est colonisé par de nombreux macrophytes et une pêche fructueuse peut se dérouler en bien des endroits. Une des caractéristiques du lac est qu'il n'est peuplé que d'ombles de fontaine encore appelées truites mouchetées (Salvelinus fontinalis). Leur poids oscille entre 1 et 1,5 kilos. 